# Maroñas
Maroñas - Parque Guaraní és un barri de Montevideo. Limita amb la Unión al sud-oest, Villa Española a l'oest, Flor de Maroñas al nord, Las Canteras a l'est i Malvín Norte al sud. És una zona suburbana que només té un carrer principal conegut com a Camino Maldonado. Aquest carrer es troba envoltat per botigues petites i és una de les principals rutes per viatjar als departaments de l'est de l'Uruguai.
Durant l'expansió dels emplaçaments que més endavant s'integrarien a Montevideo, aquest barri va donar el seu nom a l'Hipòdrom Nacional de Maroñas. Actualment, com a resultat de la creixent urbanització, aquest lloc es troba al barri Jardines del Hipódromo.